# Muraltia brevicornu
Muraltia brevicornu är en jungfrulinsväxtart som beskrevs av Dc.. Muraltia brevicornu ingår i släktet Muraltia och familjen jungfrulinsväxter. Inga underarter finns listade i Catalogue of Life.